# Kau-lung
Kau-lung (anglicky Kowloon, čínsky 九龍, doslova „devět draků“) je městská oblast patřící do Hongkongu, rozkládající se na stejnojmenném poloostrově a okolí. S více než dvěma miliony obyvatel je největším městem této čínské zvláštní správní oblasti, ačkoli administrativním sídlem je Victoria.

## Historie
Kaulungský poloostrov získali Britové na základě první Pekingské smlouvy z roku 1860. V roce 1898 získalo Spojené království pod svou správu i tzv. Nová teritoria (New Territories) díky Druhé Pekingské smlouvě. Město se pak rozšířilo také do oblasti na sever od Boundary Street (Hraniční ulice); tato část se nazývá New Kowloon (Nový Kau-lung). 

Kau-lung na mapě

Hongkong vyrostl během 20. století na důležité obchodní a průmyslové centrum Východní Asie. Kowloon se vyznačuje vysokou koncentrací obyvatel – na čtverečním kilometru tu žije přes 40 000 lidí. Součástí Kowloonu bylo také proslulé Opevněné (Stěnové) město (Kowloon Walled City). Byla to původně čínská pevnost, oblast nezanesená na mapách. V době britské nadvlády se stala semeništěm organizovaného zločinu (prostituce, hazardní hry a obchod s drogami), provozovaného tzv. triádami. Tato čtvrť byla zčásti zbořena v období od března 1993 do dubna 1994. Na jejím místě vznikl mimo jiné v roce 1995 městský park Kau-lun tzv. Kowloon Walled City Park s některými zachovalými historickými budovami.

## Galerie

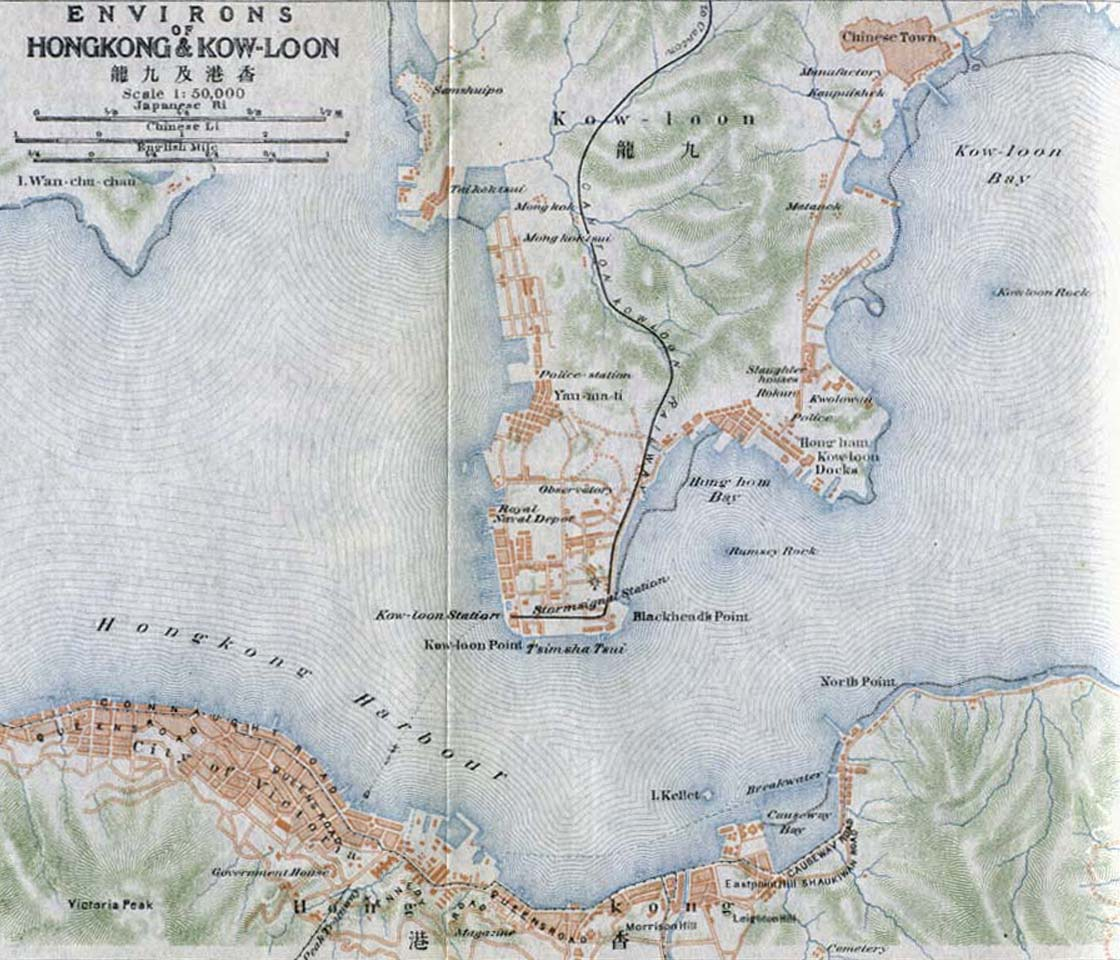
Mapa z roku 1915. Města Kowloon a Victoria, patřící k Kau-lungu.
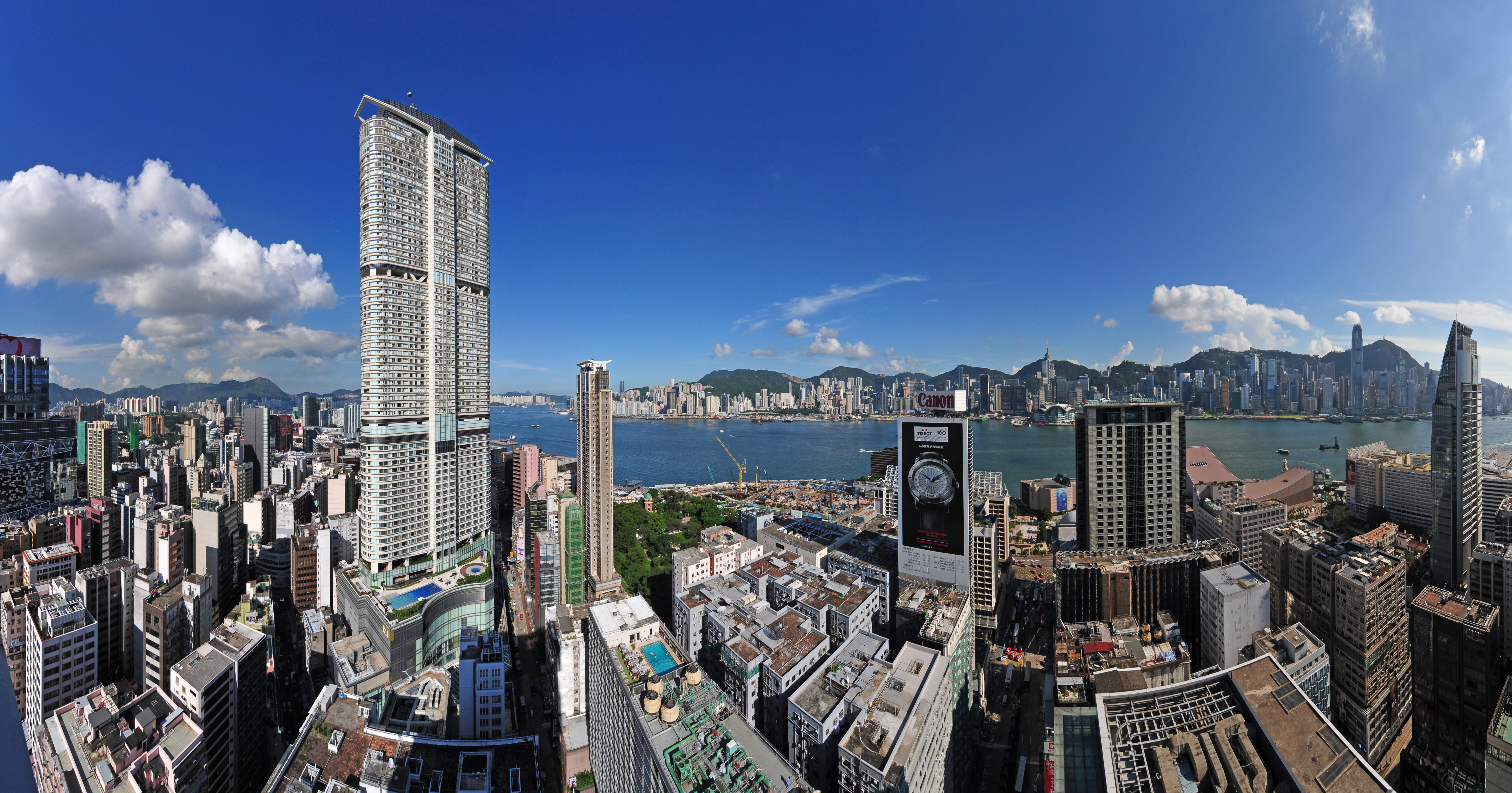
Panorama Kau-lungu
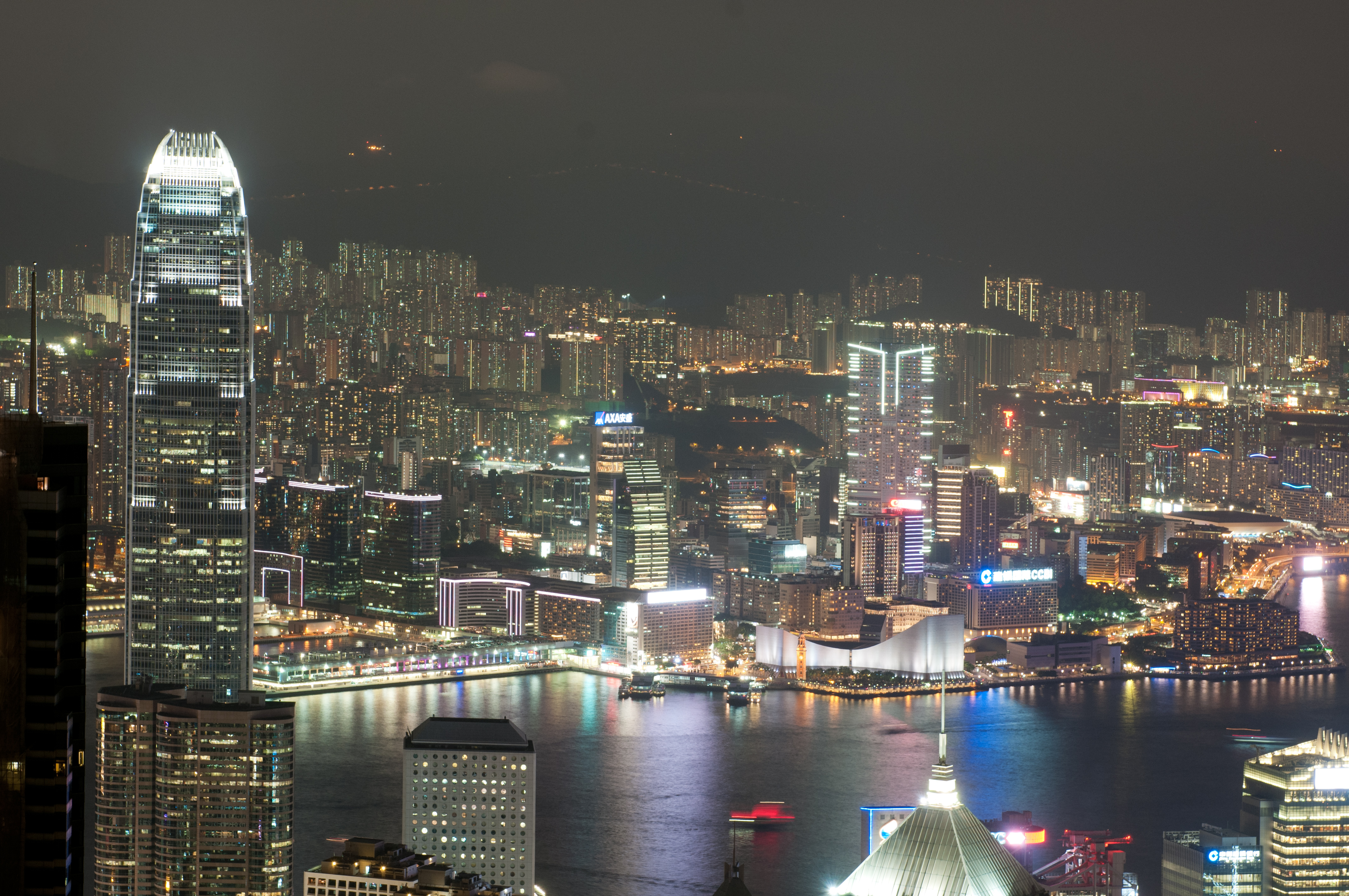
Kau-lung z protilehlého vrcholu Victoria Peak
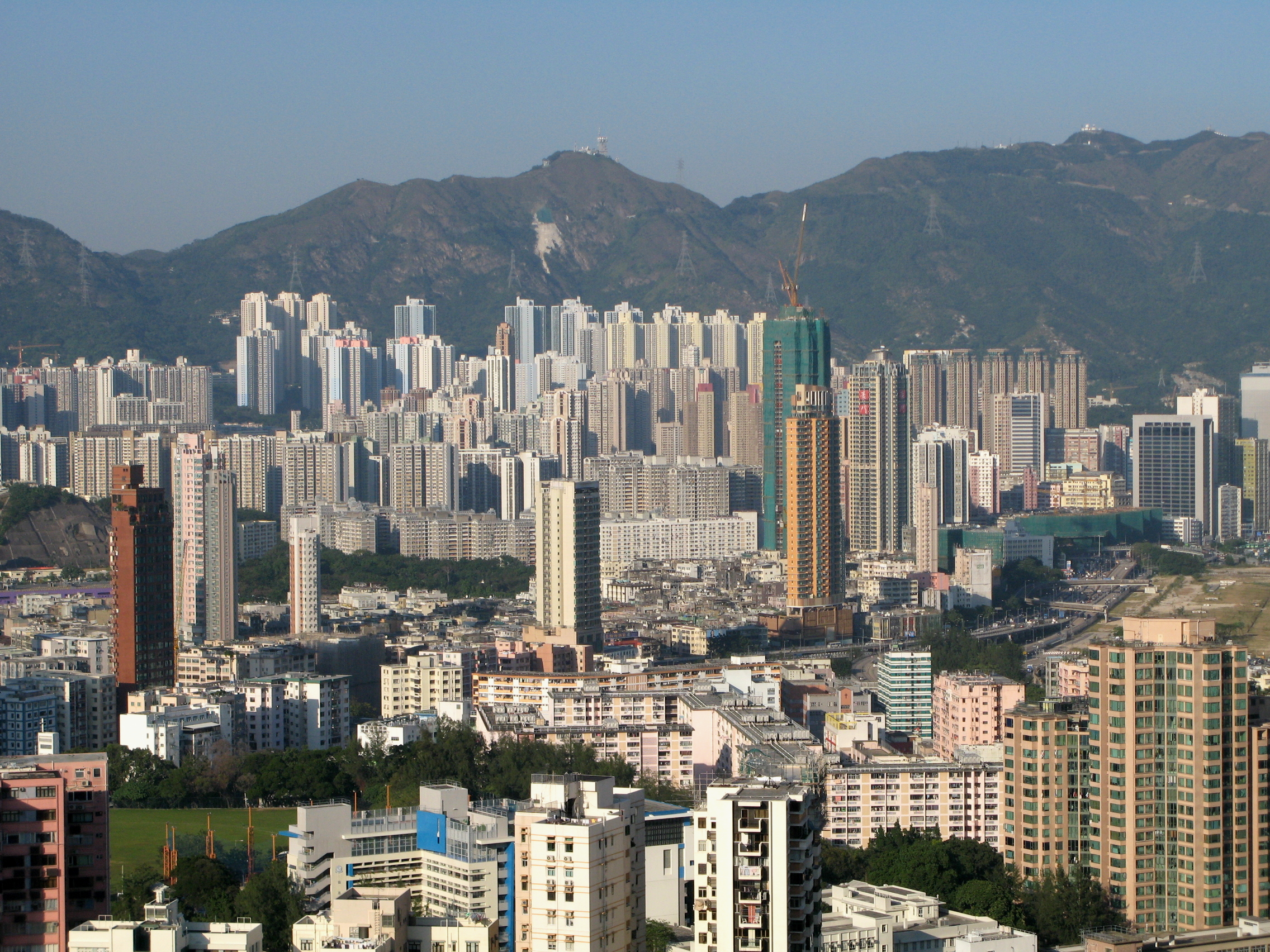
Mrakodrapy v Kau-lungu